# Gore Bay

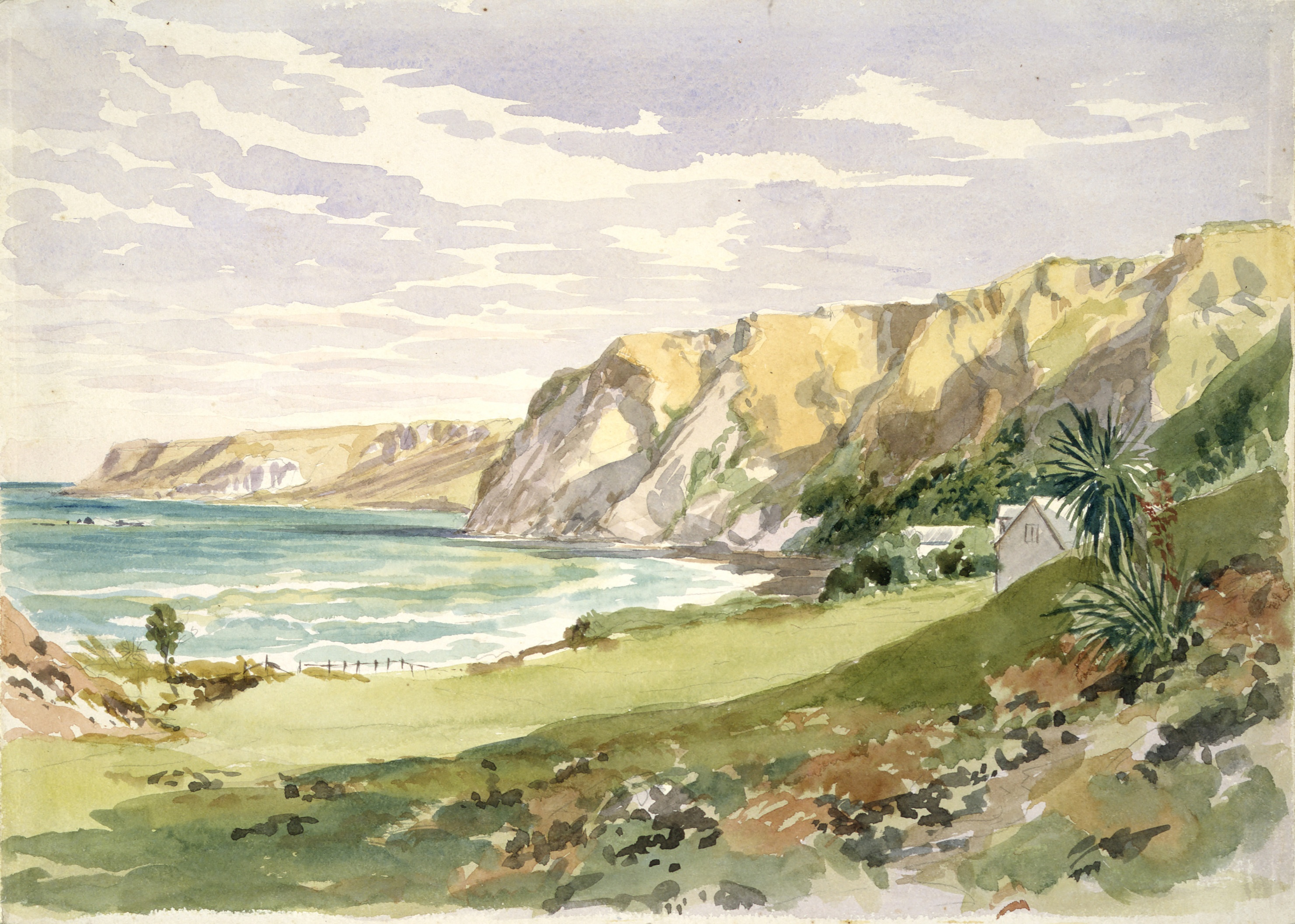
Peinture aquarelle de 1874 avec le cottage de Mrs Robinson devant une rangée d’arbres

Gore Bay est un petit village côtier de la région de Canterbury                      ,  situé dans l’Île du Sud de la Nouvelle-Zélande.

## Situation
Il est localisé près de la ville de  Cheviot.

## Installations
Il possède une plage de surf avec des maisons de vacances et 14 résidents permanents.
Il y a localement 2 terrains de camping, chacun avec son accès à la plage et aux commerces.
C’est une destination réputée pour y passer le Nouvel An.
A noter la proximité de « Cathedral Gully », un canyon spectaculaire formé d’argile altérée.
Le cottage situé au ‘60 Moody Street’ a appartenu autrefois à «Mrs. Eliza Robinson», la femme du propriétaire terrien local William 'Ready Money' Robinson (en), et elle est inscrite au registre de l’Heritage New Zealand comme une structure de Catégorie II sous le numéro 1769.

## Climat
| Mois                | jan. | fév. | mars | avril | mai  | juin | jui. | août | sep. | oct. | nov. | déc. |
| ------------------- | ---- | ---- | ---- | ----- | ---- | ---- | ---- | ---- | ---- | ---- | ---- | ---- |
| Précipitations (mm) | 61,7 | 57,1 | 78,4 | 80,9  | 82,4 | 69   | 81,1 | 79   | 53   | 61,4 | 64,4 | 51,8 |

| Diagramme climatique                                  |          |          |          |          |        |          |        |        |          |          |          |
| J                                                     | F        | M        | A        | M        | J      | J        | A      | S      | O        | N        | D        |
| 201061,7                                              | 201057,1 | 201078,4 | 201080,9 | 201082,4 | 201069 | 201081,1 | 201079 | 201053 | 201061,4 | 201064,4 | 201051,8 |
| Moyennes : • Temp. maxi et mini °C • Précipitation mm |          |          |          |          |        |          |        |        |          |          |          |